# スロベニア海軍艦艇一覧
スロベニア海軍艦艇一覧は、スロベニア海軍の艦艇一覧である。

## 現有勢力
（2014年現在）

- 国防予算：5億6,700万ドル（-1,100万ドル）
- 海軍人員：56名
- 艦船隻数：2隻

高速艇×1
哨戒艇×1

## 艦艇一覧

### 哨戒艦艇

#### 高速艇
- Super Dvora Mk.2型 - 1隻

アンカラン　(HPL-21 Ankaran)

#### 哨戒艇
- 10412型 - 1隻

トリグラウ　(VNL-11 Triglav)